# Romiosini Verlag
Der Romiosini Verlag war ein Kölner Verlag für zeitgenössische griechische Literatur. Seit 2014 legt die Edition Romiosini, die Teil des Centrum Modernes Griechenland an der Freien Universität Berlin ist, das editorische Programm des Romiosini Verlags neu auf.
Gegründet wurde der Verlag im Jahre 1982, als sich um Hans Eideneier und Niki Eideneier ein Kreis von Griechenlandfreunden bildete, die griechische Literatur aus persönlicher Begeisterung ins Deutsche übersetzten.
Romiosini (griechisch: Ρωμιοσύνη) bezeichnet das Griechentum, genauer die griechische, orthodoxe Kultur seit der Gründung des Oströmischen Reichs unter byzantinischer Herrschaft, und umfasst als Begriff nicht nur die Griechen im heutigen Mutterland, sondern auch die fast ebenso vielen Griechen, die auf der ganzen Welt in der Diaspora leben. Insbesondere vor der Nationalisierung der politischen Weltordnung im Zuge der Französischen Revolution verstanden sich alle orthodoxen Christen als Rhomäer beziehungsweise Romii.
Das Verlagsprogramm enthält mittlerweile fast 200 Titel der modernen griechischen Literatur in deutscher Übersetzung und zur griechischen Kultur. Die Edition Romiosini verfolgt die Absicht, dem deutschen Lesepublikum das heutige Griechenland vorzustellen, das heißt ein kulturelles Bild zu vermitteln, das über typische Vorstellungen vom Urlaubsland hinausgeht und in dem die Säulen der Antike in den Hintergrund rücken. So soll ein tieferer Einblick in die griechische Kulturszene und in das rege Geistesleben des Mittelmeerlandes erreicht werden. Neben bedeutenden Dichtern wie Kavafis, Seferis, Elytis und Ritsos werden deshalb vor allem auch jüngere Autoren verlegt.